# Коелга
Ко́елга — село в Еткульском районе Челябинской области, центр Коелгинского сельского поселения, старинное казачье поселение. Месторождение мрамора, большой и живописный карьер. Родина дважды Героя Советского Союза Семёна Васильевича Хохрякова, одного из самых результативных танкистов Великой Отечественной войны.
Расположено в юго-западной части Еткульского района, при слиянии рек Коелги и Увельки, на старинной Степной дороге из Челябинской крепости в город Оренбург. Река Коелга подарила селу своё имя. На картах название правого притока реки Увельки встречается с 1735 года в вариантах Коель, Койижилга и т. д. Так нарекли её в древности скифы и тюрки по природным признакам за наличие родниковых вод, горных пород и каменистое ложе (иранск. «кой» — источник, родник в каменистом месте; камень; тюрк. «елга» — река, каменистая долина).

## История
Датой появления постоянного поселения следует считать 1747 год. На запрос военной коллегии от 17 июля 1768 года о штатах, времени постройки, отводе земли канцелярия Исетской провинции очень скупо ответила: заложили заштатную крепость 29 января 1747 года в даче Чебаркульской крепости. Межевание провели в 1762 году.
В новую крепость переехали 50 семей казаков из Челябинской крепости. Из архивных документов известно о размещении двух рот солдат в устье реки Коелки по Степной дороге ещё летом 1738 года. Обычно для солдат и обозников делали временное жильё (землянки) с укреплениями — деташемент (форт) с запасами фуража и провианта. На место землянок казаки зимним путём стали перевозить срубы из Челябинской крепости и заготавливать лес в ближайшем бору. Они успели во время командировок в город Оренбург и Верхнеяицкую крепость (ныне город Верхнеуральск) присмотреть места под мельницы, покосы, пашни. Обычно новосёлов на три года освобождали от службы для строительства домов, церкви и общественных сооружений. В 1750 году священник Василий Корнилов, сын Протасов и дьячок Андронник Фёдоров, сын Бирюков начали службу в церкви Архангела Михаила (сожжена в 1775 году). В 1756 году в крепости было 85 дворов. Примерно к этому времени относится описание крепости в книге П. И. Рычкова «Топография Оренбургской губернии»: «Коельская крепость стоит на устье реки Коелки, коя впала в Увельку, расстоянием от Челябинска по Оренбургской дороге 60 вёрст, в ней казачьих домов до 100… Укрепление имеет кругом жила заплот, рогатки и надолбы с двумя проезжими воротами».
Не состоящие в штате казаки жили за счёт своего труда, и поэтому полевые заимки — зародыши старых деревень, появились в первые годы существования крепости. Посемейный список первопоселенцев крепости пока не выявлен, но по различным источникам и названиям деревень установлены фамилии некоторых жителей, в основном, староверов. Например, в документах переписи 1740 года в Челябинской крепости зафиксирован Козьма Иванов, сын Загуменной, 63 лет с семьёй, в том числе 25 лет сын Иван, который в 1762 году владел мельницей на реке Увельке. Кузницей обзавёлся бывший челябинец Фёдор Сарапулов. Челябинцы — уроженцы деревень Погорелка и Долговка Шадринского уезда Исетской провинции в память о покинутой родине дали заимкам в окрестностях Коельской крепости те же названия.
В 1795 году была проведена Генеральная ревизия населения России, затем Генеральное межевание, составлены карты земельных дач. В «экономических примечаниях» к документам этих мероприятий о Коелге сказано, что крепость обнесена оградою ветхого состояния, имеется пруд. Казаки по очереди несли службу на Оренбургской пограничной линии с киргиз-кайсацкой степью, в основном, в Магнитной и Кизильской крепостях. Согласно ревизии, в 1795 году в крепости учтено 110 дворов с 302 душами мужского пола и 345 душами женского пола. К крепости относились 13 деревень, в том числе две башкирские. Продав заводчикам землю, служилые башкиры самовольно оседали в дачах крепостей.
По закону от 12 декабря 1840 года крепость была преобразована в Коельскую станицу (257 дворов, 1119 душ мужского пола), а казаки причислены к 7 полку Оренбургского казачьего войска. В 1873 году в станичном посёлке было 222 двора, 612 душ мужского пола и 647 душ женского пола. По данным межевой книги 1888 года, посёлок Коелгинский имел 8576 десятин, в том числе 6858 десятин пахотной земли, 38 десятин лугов,1536 десятин лесу. Жители числились в 3-м военном отделе Оренбургского казачьего войска.
В 1889 году в посёлке Коельском, согласно статистическому учёту, имелись деревянная церковь, 5 водяных мельниц, мужская школа (с 1819 года) и женская (с 1872 года). Было 330 дворов с 726 душами мужского пола и 808 душами женского пола. По четвергам шумел базар, ярмарки проводились 29 июня и 8 ноября. В 1900 году было 318 дворов, 1742 жителя, 4 мельницы, построена часовня.
По данным переписи населения 1926 года, посёлок Коелга — центр Коельского сельсовета Варламовского (бывшего Коельского) района Челябинского округа Уральской области. В посёлке насчитывалось 591 хозяйство, 1052 души мужского пола, 1268 душ женского пола. Имелся потребительский кооператив, фельдшерский пункт. В 1928 году возникла сельскохозяйственная артель «Объединённая земля», в 1929 году — «День коллективизации». В дальнейшем они объединились в колхоз «День коллективизации» с земельным фондом 8189,72 га. Колхозники занимались животноводством, пчеловодством, птицеводством, выращивали традиционные для Урала зерновые, овощные, технические культуры, картофель.
В 1952 году в Коелге установлен бюст дважды Героя Советского Союза С. В. Хохрякова, уроженца этих мест. В 1965 году возведён обелиск 92 жителям села, погибшим на фронтах Великой Отечественной войны.
27 марта 1970 года в селе Коелга на базе трёх отделений совхоза «Еманжелинский» (Коелгинское, Долговское и Погорельское) был образован совхоз «Коелгинский». Сейчас СПК «Коелгинское» им. Н. И. Шундеева, стало флагманом сельскохозяйственных предприятий области: сельскохозяйственный производственный коллектив производит 60 000 кг молока ежедневно-это более 10 % всей молочной продукции области.
В ноябре 1996 года в селе началось строительство храма Михаила Архангела. В 1997 году состоялось освящение престола и первая служба. В сентябре 2000 года его посетил Патриарх Московский и всея Руси Алексий II.
В 2017 году 4 ноября перед зданием конторы СПК «Коелгинское» им. И. Н. Шундеева установлен бюст почётного гражданина Челябинской области Ивана Никандровича Шундеева.
В настоящее время в селе имеются дом культуры, библиотека, врачебная амбулатория, два детских сада, школа искусств, центр развития творчества детства и юношества.

## География
Рельеф территории, где расположено село: полуравнина с высотами 260 м, 286 м, 289 м, так называемые Титечные горы, 302 м. Ландшафт: лесостепь с небольшими колками. К западу, у межи бывшей Коельской дачи расположена Поповская роща, составная часть Варламовского бора, природного памятника. Из водных источников следует отметить продолговатое озеро Моховое Болото и приток реки Увельки выше Титечных гор — реку Сметанку, она же Сютлю (по-тюркски — сметана, молоко, "молочная). Грунтовые и шоссейные дороги связывают село с соседними населёнными пунктами.

## Население
| 2002 | 2010  | 2021  |
| ---- | ----- | ----- |
| 4083 | ↘3993 | ↗4048 |

## Экономика
Возле села находится Коелгинское месторождение белого мрамора, разрабатываемое АО «Коелгамрамор». История его восходит к 1924 году, когда здесь начала добывать мрамор старательская артель, сегодня предприятие производит около 45 % объёма мраморной продукции всего Уральского региона. Белоснежный мрамор долины реки Коелги конкурирует на рынке отделочных материалов с мрамором из Греции и Италии. Изделия из него поставляются в Белоруссию, Казахстан, Болгарию, Германию, Китай, Польшу, США.
Коелгинским мрамором облицованы многие значимые здания крупных городов России: Большой Кремлёвский дворец, Дом Правительства России, станции московского, екатеринбургского метрополитенов и др. Он использовался при строительстве мемориального комплекса на Поклонной горе и Храма Христа Спасителя в Москве, Челябинского государственного академического театра драмы имени Наума Орлова и др.